# EORG
EORG of voluit Europese Organisatie ter bescherming van de Rechtspositie van Gedetineerden is c.q. was een belangenvereniging die opkomt voor de rechtspositie van gedetineerden.
De organisatie is opgericht in 1992 om de rechten en belangen van gedetineerden te bewaken. Hoeveel leden de organisatie heeft is onbekend maar op de website van Het Vrije Volk stelt Aad Leering dat de organisatie bestaat uit één enkel lid, en dat de gehele organisatie een hoax is.
De Nederlandse tak van de organisatie, EORG Netherlands, ging op 31 januari 2007 failliet, waarna een doorstart of herstart werd aangekondigd. De website van de organisatie is niet meer bereikbaar.
Naast algemene belangenbehartiging waarbij de organisatie bij vermeende misstanden actie voerde en zorgde voor het openbaar maken van de misstanden, was de organisatie ook verantwoordelijk voor een zelfstandige stichting welke rechtsbijstand verleent aan gedetineerden of andere direct betrokken personen.